# Gregor Erler
Gregor Erler (* 1982 in Berlin) ist ein deutscher Filmregisseur und Drehbuchautor.

## Leben und Wirken
Erler war als Erster Regieassistent und Aufnahmeleiter für Filmproduktionen tätig. Im Jahr 2004 begann er ein Filmstudium an der Filmakademie Baden-Württemberg in Ludwigsburg mit dem Schwerpunkt Szenische Regie. 2007 erhielt er das Karl-Steinbuch-Stipendium „für herausragende kreative und innovative Leistung“ und 2008 er das Hollywood Masterclass-Stipendium der University of California, Los Angeles. Sein Abschlusswerk an der Filmakademie Baden-Württemberg, der Kurzfilm St. Christophorus: Roadkill (2010) wurde mehrfach ausgezeichnet.
Gregor Erler drehte Musikvideos u. a. für Sarah Connor (Wie schön du bist und Bedingungslos), Rea Garvey, Johannes Oerding, Glasperlenspiel (Royals & Kings), The Kelly Family, Santiano, Bell, Book & Candle, Ben Zucker (Na und?! und Was für eine geile Zeit), Julia Engelmann und EMMA6 (mit Josefine Preuß). Seine Werbespots (Terre des Hommes, Conrad Electronic, Amway u. a.) wurden bei den LIA London International Awards und den GWA Effie Awards ausgezeichnet.
Zwischen 2003 und 2010 drehte Gregor Erler sieben teilweise preisgekrönte Kurzfilme als Regisseur und (Co-)Autor. 2018 drehte er seinen ersten Spielfilm Der letzte Mieter (The Last Berliner) mit Pegah Ferydoni, Matthias Ziesing, Moritz Heidelbach, Wolfgang Packhäuser, Sebastian Achilles uvm. Der Film feierte auf den 53. Internationalen Hofer Filmtagen Premiere und war dort u. a. für die Beste Regie, das Beste Szenenbild und die Beste Nachwuchsproduktion nominiert.
Darüber hinaus ist Gregor Erler als freier Drehbuchautor tätig, u. a. für die Kriminalfilmreihe Dünentod – Ein Nordsee-Krimi auf RTL (mit Hendrik Duryn, Pia Micaela Barucki, Yasemin Cetinkaya und Florian Panzner).
Gregor Erler lebt in Berlin.

## Filmografie
- 2018: Der letzte Mieter (The Last Berliner) (Spielfilm, u. a. mit Matthias Ziesing, Pegah Ferydoni, Moritz Heidelbach, Sebastian Achilles, Mignon Remé, Wolfgang Packhäuser, Conrad F. Geier), Regie, Produzent und Co-Autor
- 2023: Dünentod – Ein Nordsee-Krimi – Tödliche Falle, Autor
- 2024: Dünentod – Ein Nordsee-Krimi – Falsches Spiel, Autor
- 2025: Dünentod – Ein Nordsee-Krimi – Tödliche Geheimnisse, Autor

## Ehrungen und Auszeichnungen
- 2018: Nominierung für den Preis Beste Regie bei den Internationalen Hofer Filmtagen für Der letzte Mieter (The Last Berliner)
- 2019: Filmpreis "Lüdia" beim Kinofest Lünen, für Der letzte Mieter, dotiert mit EUR 10.000.